# 에피메테우스 (위성)

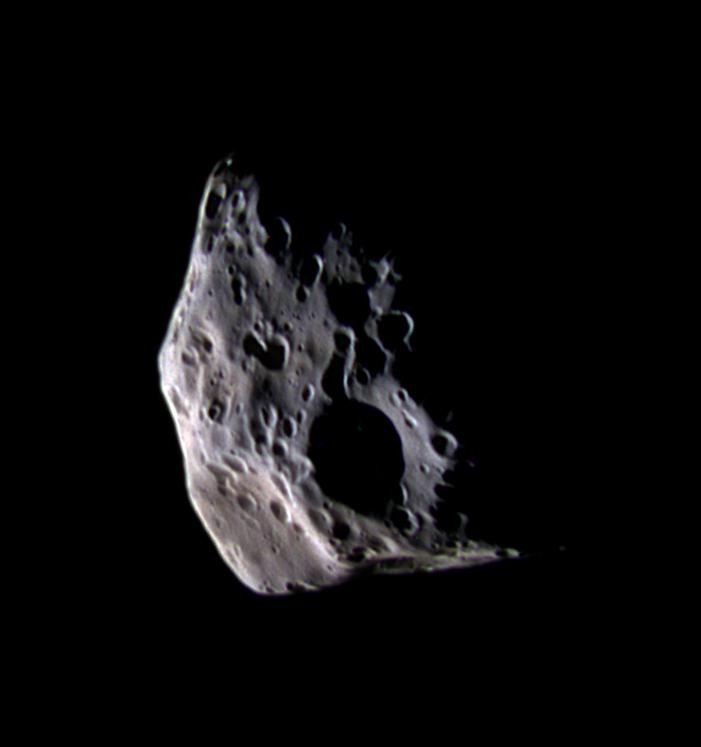
2007년 에피메테우스 사진.

에피메테우스(Epimetheus)는 토성의 위성이다. 토성 XI로도 알려져 있다. 그리스 신화에 나오는 거인족 신의 일원중 하나인 에피메테우스의 이름을 따왔다. 리처드 워커에 의해 발견되었고, 1966년 12월 18일에 발견되었다.